# Бомбардовање
Бомбардовање је артиљеријски или ваздушни ватрени напад на противничке јединице или објекте, са намјером убијања, уништења или неутралисања.

## Артиљеријско бомбардовање
Артиљеријско бомбардовање је дуготрајно и снажно дејство земаљске или бродске артиљерије против насеља или других објеката, да би се рушењем, уништавањем и убијањем бранилац присилио на капитулацију прије него је исцрпио сва средства одбране. Бомбардовање с мора се некад изводи због одмазде или узнемиравања.
Термин артиљеријско бомбардовање се користи и као назив за артиљеријску припрему.

## Ваздушно бомбардовање
Ваздушно бомбардовање је назив за тучење земаљских или поморских циљева бомбама или ракетама из ваздуха да би се постигло њихово уништење, оштећење или неутралисање. Обухвата технику лета и избацивања бомби под разним летним условима. У ширем смислу под бомбардовање из ваздуха се убраја и дјеловање бомбардерске авијације и вођених пројектила.
По режиму лета авиона се може вршити из обрушавања, из пропињања, хоризонталног лета и из бришућег лета. По броју кориштених авиона може бити појединачно и групно. По условима видљивости се дијели на дневно, ноћно и под сложеним метеоролошким условима. Према врсти циља је бомбардовање покретних циљева, бомбардовање непокретних циљева, циљева на површини, под водом и у ваздуху. По типу бомбе може бити бомбардовање обичним и бомбардовање специјалним и вођеним ваздухопловним бомбама.
Техника бомбардовања је назив за маневар авиона и поступке при вршењу напада и послије њега. Обухватају приближавање циљу, борбени налет и одлазак са циља. Ова три дијела се још зову маневар над циљем.
Бомбардерска припрема је дио опште припреме летачких задатака и укључује и бомбардерски прорачун.